# 柴桑区
柴桑区，原为九江县，古称柴桑县、汝南县，是江西省九江市市辖区，九江市郊区之一，南北袤57公里，南距省会南昌116公里，北距九江市城区19公里，总面积911平方公里，区政府驻沙河街道廬山北路168號。
柴桑区因境内柴桑山而得名，也称为浔阳古城，历史上为江西省十八古县之一。
柴桑区位于江西省北部，九江市西南角，长江中下游南岸，东倚浔阳区、濂溪区、庐山风景区，南邻庐山市、共青城市、德安县，西接瑞昌市，北与湖北省黄梅县、武穴市隔长江为界，东北部飞地江洲镇四面环水，为长江冲积岛，隔鄱阳湖与湖口县相望，隔长江与湖北省黄梅县、安徽省宿松县为界，常住人口31.2807万（2020年）。

## 历史沿革
- 汉高祖六年（前201年）始置柴桑县，隶豫章郡。
- 南朝梁太清二年（548年）分柴桑置汝南县，同属江州寻阳郡。
- 隋开皇十八年（598年）改为彭蠡县，直隶江州；大业三年（607年）废州改置九江郡，改彭蠡为湓城县。
- 唐武德四年（621年）废郡复州，分湓城置浔阳县，次年分湓城置楚城县，隶江州；武德八年（625年）废湓城，貞觀八年（634年）废楚城，俱入浔阳县。
- 五代南唐升元三年（939年）改浔阳为德化县，属江州奉化军。
- 民国三年（1914年）1月，因与福建、四川辖县同名，改德化为九江县，隶赣北道（浔阳道）。
- 1949年6月15日成立县人民政府，隶九江分区行政督查专员公署
- 1959年1月，撤县并入九江市（县级市）。
- 1961年9月，市县复分治。
- 1968年9月，县政府驻地迁至沙河街。[3]
- 1983年7月，划入地级九江市。
- 2017年8月，撤销九江县，设立九江市柴桑区，以原九江县的行政区域为柴桑区的行政区域，柴桑区人民政府驻沙河街镇庐山北路168号。
- 2017年9月8日柴桑区成立[4]。

## 行政区划
柴桑区下辖3个街道办事处、5个镇、4个乡：
沙河街道、狮子街道、城门街道、马回岭镇、江洲镇、城子镇、港口街镇、新合镇、永安乡、涌泉乡、新塘乡、岷山乡、沙河经济技术开发区、新洲垦殖场、赛城湖水产场和岷山林场。
下辖功能区：
- 沙河经济技术开发区：鉴于沙河经济技术开发区开发建设功能已经萎缩，目前更多的是承担社会事务职能，撤销其管理机构，纳入新成立的浔南街道一体管理。
- 沙城工业园区
- 赤湖工业园区：管委会并入沙城工业园区管委会
- 涌泉绿色建材产业园：管委会并入沙城工业园区管委会
- 狮子物流园
- 电商产业园

## 交通
柴桑区交通便利，有九江庐山机场、庐山高铁站、九江南站、九江西站、沙北编组站、京九铁路、昌九城际铁路、武九高铁、安九高铁、福银高速公路、九江绕城高速公路、都九高速公路、 105国道等，北有长江黄金水道54公里。
- 武九客运专线：柴桑站